# Stöðvarfjörður (fiord)
Stöðvarfjörður – fiord we wschodniej  Islandii, w regionie Fiordów Wschodnich. Wcina się w ląd na około 6,5 km, a przy wejściu osiąga szerokość około 2 km. Masywy górskie po obu stronach fiordu sięgają 800–850 m n.p.m. Na północ od niego położony jest fiord Fáskrúðsfjörður, a na południe – zatoka Breiðdalsvík.
Na północnym brzegu fiordu położona jest miejscowość Stöðvarfjörður, przez którą przebiega droga krajowa nr 1. Biegnie ona wzdłuż północnego i południowego brzegu fiordu. Tereny nad fiordem wchodzą w skład gminy Fjarðabyggð.